# Чернушка (приток Чёрной Холуницы)
Чернушка — река в России, протекает в Белохолуницком и Омутнинском районах Кировской области. Устье реки находится в 62 км по левому берегу реки Чёрная Холуница. Длина реки составляет 12 км.
Исток реки на Верхнекамской возвышенности в 10 км к юго-западу от посёлка Чёрная Холуница. Река течёт на северо-восток по ненаселённому, заболоченному лесному массиву. В верхнем течении образует границу Белохолуницкого и Омутнинского районов, затем течёт по Омутнинскому. Впадает в Чёрную Холуницу в 8 км к северо-западу от посёлка Чёрная Холуница.

## Данные водного реестра
По данным государственного водного реестра России относится к Камскому бассейновому округу, водохозяйственный участок реки — Вятка от истока до города Киров, без реки Чепца, речной подбассейн реки — Вятка. Речной бассейн реки — Кама.
По данным геоинформационной системы водохозяйственного районирования территории РФ, подготовленной Федеральным агентством водных ресурсов:
- Код водного объекта в государственном водном реестре — 10010300212111100030467
- Код по гидрологической изученности (ГИ) — 111103046
- Код бассейна — 10.01.03.002
- Номер тома по ГИ — 11
- Выпуск по ГИ — 1